# JoJo’s Bizarre Adventure: Eyes of Heaven
JoJo's Bizarre Adventure: Eyes of Heaven (яп. ジョジョの奇妙な冒険 アイズオブヘブン ДзёДзё но Кимёː на Боːкэн Аидзу Обу Хэбун) — файтинг, разработанный студией CyberConnect2 по мотивам манги JoJo's Bizarre Adventure авторства Хирохико Араки и выпущенный компанией Namco Bandai Games для игровых приставок PlayStation 3 и PlayStation 4. Эта вторая игра франшизы после All Star Battle 2013 года, также разработанной CyberConnect2. В Японии игрa была выпущена 17 декабря 2015 года, в США — 28 июня 2016 года и 1 июля 2016 года. Ещё перед выходом, разработчики пообещали, что исключат любые микротранзакции в игре из-за многочисленных проблем, связанных с ними в All Star Battle.

## Сюжет
Действие изначально разворачивается в альтернативной вселенной 3-й части манги JoJo's Bizarre Adventure — Stardust Crusaders, а точнее её конца, где Дзётаро Кудзё одерживает победу над злодеем Дио Брандо, и, кажется, что наступил счастливый конец. Однако на Дзётаро и его команду внезапно нападают враги из других частей манги, которые уже давно умерли или ещё не появились на свет в это время. К героям также прибывает Роберт Спидвагон из первой части оригинальной манги и объясняет, что попал в будущее благодаря фрагментам мощей святого. Спидвагон предлагает героям отправиться в путешествие во времени и пространстве и параллельных вселенных, чтобы победить параллельного Дио, который вместе с своим учеником Энрико Пуччи с помощью других фрагментов мощей святого, также путешествуют во времени и параллельных мирах, чтобы окончательно расправится со всем древом Джостаров, для чего призывает всех врагов из 8 частей оригинальной манги. Так Дзётаро встречается со своим предком Джонатаном Джостаром, молодым Джозефом Джостаром, младшим дядей Дзёсукэ Хигасигатой, сыном Дио Джорно Джованной, своей дочерью Джолин Кудзё, а также Джонни Джостаром, альтернативой версией Джонатана Джостара из другой вселенной, и его потомка Дзёсукэ Хигасикатой.
Одолев Людей из Колонны, Киру и Дьяволо, все ДжоДжо собираются вместе для сдачи собранных Останков Святого, однако оказывается. что не хватает последнего фрагмента мощей. В этот момент их всех переносит к Дио, который использовал тот самый последний фрагмент для усиления своего стенда, овладев его усиленной версией — The World Over Heaven. С помощью нового стенда Дио побеждает всех Джостаров и забирает себе большинство собранных мощей. Дзётаро, украдкой сохранив при себе один фрагмент, использует его, чтобы отступить и забрать с собой всех Джостаров, спасая их от смерти. Позже герои сталкиваются с Фанни Валентайном, который проливает свет на ситуацию: Дио, завладев одним из фрагментов мощей, попытался перенестись в одну из альтернативных реальностей — ту, где он сумел убить Джозефа и Дзётаро в Египте, после чего захватил власть над миром; Фанни, узнав о могуществе Дио, попытался использовать его, чтобы его руками покончить с Джонни, но вместо этого Дио решил завладеть и его реальностью. Джостары снова разделяются, чтобы отобрать святые фрагменты у приспешников Дио, а также освободить своих союзников, попавших по его контроль, и раскрыть тайну могущества нового стенда Дио.
Джостары успешно выполняют первые две задачи, но загадка стенда Дио так и остаётся нераскрытой. В поисках зацепок они отправляются в Египет 1988 года, к моменту схватки Дзётаро и Дио. Однако, их перехватывает параллельный Дио, который изначально подталкивал Джостаров и их друзей к этому путешествию во времени внутри черепахи с фрагментом мощей. И теперь, когда все Джостары с их союзниками оказываются у Дио, буквально в его руке, он начинает выпивать из них души. С мощами святого Дио переписывает реальность по своему вкусу, однако, Дзётаро и его дочери удаётся вырваться из ловушки и напасть на него. Дио без труда побеждает Джолин и отправляет её обратно в плен. Однако, Дзётаро успевает вспомнить принцип, по которому действует стенд Валентайна, и атакует параллельного Дио с помощью браслета, сохранившегося после смерти Дио из основной вселенной. Этого оказывается достаточно, чтобы нарушить пространственно временную связь (два человека из разных вселенных не могут занимать одну и ту же точку в пространстве, иначе это ведёт к их одновременной аннигиляции). Все действия Дио над искажением реальности были обращены, все Джостары вместе с друзьями не только освобождаются — их смерти изменены или отложены, в отличие от оригинальной хронологии. Однако, вместе со всем этим, Спидвагон обнаруживает возникновение новой временной линии…
В сцене после титров показаны альтернативные события Diamond Is Unbreakable: через 11 лет после событий игры взрослый Дзётаро прибывает в Морио вместе с маленькой Джолин и разговаривает с Коити Хиросэ на счёт текущего местонахождения Дзёсукэ.

## Геймплей
Игра представляет собой 3D-экшен, где управляемый игроком персонаж исследует открытую игровую локацию, взаимодействует с разными персонажами и вступает с ними в бой. Боевая механика похожа на таковую в игре All Star Battle с разницей в том, что персонаж может свободно перемещаться в игровой локации и во время сражения. Игра позволяет вступать в дуэльное сражение с противником, а также вместе с одним напарником. Тогда у противника тоже будет свой компаньон. В зависимости от того, какого управляемого персонажа и союзника игрок выбрал, ему становятся доступными уникальные диалоги и комбо-атаки Dual Combos (яп. デュアルコンボ) и Dual Heat Attacks (яп. デュアルヒートアタック).
Как и в All Star Battle, способности персонажей условно поделены на 5 видов; хамон (波紋), вампиризм (吸血), мод (流法（モード), стенд (スタンド) и наездник (騎乗). Персонажи-вампиры могут вытягивать силу противника, восстанавливая свою, но слабы против хамона. Мод является уникальной способностью Людей-из-колонн, каждый из которых управляет силами природы. Владельцы стендов могут призывать человекоподобных духов, также обладающих разными и уникальными способностями, наездники в бою могут использовать лошадей. Некоторые персонажи совмещают в себе несколько способностей. Например Дио Брандо одновременно вампир и владелец стенда, а Джозеф Джостар владеет хамоном и стендом.

## Список персонажей
| Часть 1 Phantom Blood - Джонатан Джостар (сэйю: Кадзуюки Окицу), Хамон - Уилл Цеппели (сэйю: Ёку Сиоя), Хамон - Роберт Е. О. Спидуагон (сэйю: Юдзи Уэда), уличный бой - Дио Брандо (сэйю: Такэхито Коясу), Вампиризм Часть 2 Battle Tendency - Джозеф Джостарб (сэйю: Томокадзу Сугита), Хамон - Цезарь Антонио Цеппели (сэйю: Такуя Сато), Хамон - Лиза Лиза (сэйю: Ацуко Танака), Хамон - Рудольф фон Штрохайм (сэйю: Ацуси Имаруока), механическое оружие - Эйсидиси (сэйю: Кэйдзи Фудзивара) мод управления теплом - Вамуу (сэйю: Акио Оцука) мод ветра - Карс (сэйю: Кадзухико Иноуэ) мод света Часть 3 Stardust Crusaders - Дзётаро Кудзё (сэйю: Дайсукэ Оно) стенд, Star Platinum - Джозеф Джостарб (в старости) (сэйю: Томокадзу Сугита), стенд Hermit Purple - Мохаммед Абдул (сэйю: Масаси Эбара), стенд Magician’s Red - Нариаки Какёин (сэйю: Кодзи Юса), стенд Hierophant Green - Жан-Пьер Польнарефф (сэйю: Хироаки Хирата), стенд Silver Chariot - Игги (сэйю: Сигэру Тиба), стенд The Fool - Хол Хорс (сэйю: Хотю Оцука), стенд Emperor - Эн Доул (сэйю: Кэнтаро Ито), стенд Geb - Ванилла Айсв (сэйю: Хироюки Ёсино), стенд Cream - Мэрайа (сэйю: Аяси Такагаки), стенд Bastet - Пет Шоп, стенд Horus - Дио Брандо (сэйю: Такэхито Коясу), стенд The World и частично вампиризм Часть 4 Diamond Is Unbreakable - Дзёсукэ Хигасиката (сэйю: Ватару Хатано), стенд Crazy Diamond - Окуясу Нидзимура (сэйю: Ватару Такаги), стенд The Hand - Коити Хиросэ (сэйю: Роми Парк), стенд Echoes Акт 1, 2, и 3 | - Юкако Ямагиси (сэйю: Тинацу Акасаки), стенд Love Deluxe - Рохан Кисибэ (сэйю: Хироси Камия), стенд Heaven’s Door - Сигэкиё Янгу (сэйю: Каппэй Ямагути), стенд Harvest - Акира Отоси (сэйю: Сётаро Морикубо), стенд Red Hot Chili Pepper - Ёсикагэ Кира (сэйю: Рикия Кояма), стенд Killer Queen - Косаку Кавадзириг (сэйю: Рикия Кояма), стенд Killer Queen - Дзётаро Кудзё (сэйю: Дайсукэ Оно) стенд, Star Platinum дл Часть 5 Golden Wind - Джорно Джованна (сэйю: Дайсукэ Намикава), стенд Gold Experience/Gold Experience Requiem - Бруно Буччарати (сэйю: Нориаки Сугияма), стенд Sticky Fingers - Наранча Джирга (сэйю: Ююко Сампэй), стенд Aerosmith - Гвидо Миста (сэйю: Кэндзи Акабанэ), стенд Sex Pistols - Панаготто Фуго (сэйю: Хисафуми Ода), стенд Purple Haze - Трис Уна (сэйю: Нао Тояма), стенд Spice Girl - Дьяволо (сэйю: Тосиюки Морикава), стенд King Crimson Часть 6 Stone Ocean - Джолин Кудзё (сэйю: Миюки Савасиро), стенд Stone Free - Эрмес Костелло (сэйю: Тидзи Ёнэмото), стенд Kiss - Везер Репорт (сэйю: Тору Окава), стенд Weather Report - Нарцисо Анасуй (сэйю: Юити Накамура), стенд Diver Down - Энрико Пуччи (сэйю: Джоуджи Наката), стенд Whitesnake Часть 7 Steel Ball Run - Джонни Джостар (сэйю: Юки Кадзи), наездник Horse Slow Dancer и стенд Tusk Act 1, 2, 3, и 4 - Джайро Цеппели (сэйю: Синъитиро Мики), наездник Horse Valkyrie и стенд Scan/Ball Breaker - Диего Брандо (сэйю: Такэхито Коясу), наездник Horse Silver Bullet и стенд Scary Monsters - Диего Брандо (Альтернативый) (сэйю: Такэхито Коясу), наездник Horse Silver Bullet и стенд The World AU - Фанни Валентайн (сэйю: Ясуюки Кадзэ), стенд Dirty Deeds Done Dirt Cheap Часть 8 JoJolion - Дзёсукэ Хигасиката (сэйю: Мицуаки Мадоно), стенд Soft & Wet - Дзёсю Хигасиката (сэйю: Хироаки Миура), стенд Nut King Call |

↑  — Хотя Джозеф Джостар из Battle Tendency и Stardust Crusaders являются одним и тем же персонажем, в игре это 2 самостоятельных персонажей; Джозеф из Battle Tendency в бою использует хамон, а из Stardust Crusaders использует стенд.
↑  — Ванилла Айс, как и Дио использует в бою стенд, может атаковать с приёмами вампира.
↑  — Косаку Кавадзири и Ёсикагэ Кира являются в оригинальной истории одним и тем же персонажем. Но в игре это два самостоятельных персонажа. В частности, стенд Косаку Кавадзири в качестве оружия дополнительно использует растение-стенд «Stray Cat», а также «третью бомбу» — «Bites the Dust» стенда.
↑  — Дзётаро Кудзё из Diamond Is Unbreakable является более старшей версией Дзётаро Кудзё из Stardust Crusades и был доступен в ограниченном издании.

## Разработка и выпуск
Анонс игры состоялся 15 января 2015 года в журнале Famitsu, где также было объявлено, что в игре будут присутствовать все персонажи из JoJo's Bizarre Adventure: All Star Battle, а также множество новых второстепенных персонажей из оригинальной манги., а также, что актёры озвучивания останутся теми же, что и в предыдущей игре. Демо-версия игры была показана в 2015 году на мероприятии Jump Festa 20 декабря 2014 года и стала доступна на PlayStation Store 29 января 2015 года. Второй трейлер был показан 20 июня 2015 года в городе Синдзюку в кинотеатре Studio Alta building., где были показаны все играемые персонажи из Phantom Blood и Diamond Is Unbreakable.
Разработчики на своей странице в Twitter отметили, что сюжетная линия в игре в общем будет следовать сюжету оригинальной манги, а также пообещали, что исключат все возможные микротранзакции из игры. Однако те, кто приобретут первые копии игры, смогут поиграть за альтернативную версию Джотаро Куджо из четвёртой из Diamond is Unbreakable.
Третий трейлер о Рохане Кисибэ был показан на особой конференции, посвящённой вселенной JoJo.

## Восприятие
| Сводный рейтинг | Сводный рейтинг          |
| Агрегатор       | Оценка                   |
| --------------- | ------------------------ |
| GameRankings    | 63,14 %                  |
| Metacritic      | PS4: 61/100 PS3: Unknown |

По версии журнала Famitsu, игра получила 34 балла из 40.